# 厄利馬特 (加利福尼亞州)
厄利馬特（英語：Earlimart）是位於美國加利福尼亞州圖萊里縣的一個人口普查指定地區。

## 地理
厄利馬特的座標為35°52′57″N 119°16′12″W / 35.88250°N 119.27000°W，而該地最高點為海拔高度86米（即282英尺）。

## 人口
根據2010年美國人口普查的數據，厄利馬特的面積為5.456平方千米，當中陸地面積為5.456平方千米，而水域面積為0.000平方千米。當地共有人口8537人，而人口密度為每平方千米1,564人。